# オビ＝ワン・ケノービ
オビ＝ワン・ケノービ（Obi-Wan Kenobi、ベン・ケノービ）は、アメリカのSF映画『スター・ウォーズ』シリーズに登場する架空の人物であり、ジェダイの騎士である。「オビ＝ワン・ケノビ」と書かれることもある。「エピソード4〜6」ではアレック・ギネスが、「エピソード1〜3」ではユアン・マクレガーが演じた。アニメ作品『スター・ウォーズ クローン大戦』『スター・ウォーズ/クローン・ウォーズ』『スター・ウォーズ 反乱者たち』ではジェームズ・アーノルド・テイラーが声を担当した。

## 人物
アナキン・スカイウォーカーとルーク・スカイウォーカーの二世代の主人公に師としてフォースの道を教えたシリーズ中でも重要な人物である。

### ジェダイ騎士
師クワイ＝ガン・ジンと同じく誠実で穏やかな人柄で対話による交渉に長けている。師が多用していた手をかざしてフォースで他人の心を操る技・“マインド・トリック”を得意とする。戦闘技能も超一流。
ジェダイの中でも特に強力なフォースを持つヨーダや剣技に優れたメイス・ウィンドゥなどのように大きく突出した能力は無いが、代わりに弱点といえる弱点が存在せずバランスよく全ての能力に優れている。アナキンは『エピソード2』劇中でパドメに対し、オビ＝ワンについて「マスター・ウィンドウの様に強く、マスター・ヨーダの様に賢い」と評している。突出していないとは言え各種の能力は経験に裏打ちされた高いレベルに達しており、師を失った後も独自にフォースの修練をしていたため強力なフォースを使いこなし、実戦を経た剣の腕も相当なものである。戦術にも明るく、剣技の型が防御持久型だったため最強の戦闘能力を誇りかつ攻撃型の剣技シエンを使うアナキンとの一騎討ちでは終始防戦一方だったが地の利を巧みに使い、彼の一瞬の隙を突くことで辛くも勝利を収めた。航空機のパイロットとしても優れた腕を持ち、数多くの危機を卓越した操縦技術で切り抜けているが飛行や操縦自体は好きではないらしく、本人曰く「飛ぶのは嫌い」「飛ぶのはドロイドの仕事」とのこと。またブラスターなどの銃火器を「野蛮な武器」と嫌っており、ジェダイとしてライトセーバーとフォースでの戦いを好む。
最も狡猾にして洞察力のある最も粘り強いジェダイ・マスターと言われ、銀河の調停者であるジェダイ騎士団のなかでも特に交渉事に長けたジェダイ騎士としてヨーダやメイス・ウィンドゥらジェダイ評議会の古参のマスターたちからも一目置かれている。そのためオビ＝ワンのことを“交渉人（ネゴシエーター）”と呼ぶ者も多い。事実、パドメ・アミダラ護衛の任に就くまでは国境紛争の調停という外交的な任務に就いていた。また、クローン戦争時の彼の旗艦にはこの名が付けられている。
得意とする剣技の型は守りに重点を置いたソーレスであり、ジェダイの騎士最高の剣士と称えられるメイス・ウィンドゥにさえも「ザ・マスター」（ソーレスを極めた者）と言わしめるほどの実力を持つ。元々は師のクワイ＝ガンと同じアタルの使い手だったが、アクロバティックな動きから来る防御不足と体力消費量が裏目に出てクワイ＝ガンがダース・モールに殺された事から防御持久型のソーレスに切り替えた。ただしアタルの修行自体は継続していた模様で、『スター・ウォーズ/クローン・ウォーズ』では弟子のアナキンがアタルの型を披露する場面がある他『反乱者たち』で再びダース・モールと対峙した際には敢えてアタルを（ソーレス→シャイ＝チョーの構えを経て）使用し勝利している。劇中の戦闘では師を倒したダース・モールを仕留めたのを皮切りに完全武装のジャンゴ・フェットをライトセーバーを落とした状態ながら飛び蹴りで追い詰め、ジオノーシスの闘技場に牽き立てられた際は手錠をかけられ両手が不自由ながらも猛獣や番兵を圧倒。クローン大戦では4本のライトセーバーを同時に操るグリーヴァス将軍と双刃の武器を振るうマグナガードも難なくあしらっており、極めて高い戦闘技術と経験からくる順応性を見せている。とりわけ絶壁に追い詰められた時に持ち前の危機回避能力を発揮しており、幾度となく生還を果たしている。ダース・モールやダース・ベイダー（アナキン）といった自分以上の実力者に対しても奇策や地の利を利用することで最終的に勝利を得た。ただし師の師にあたるドゥークー伯爵とは戦法の相性が悪いのか、その能力を最大限に発揮することができず早々に負傷、または気絶によって戦闘不能にさせられており苦手としている。『シスの復讐』の小説ではアナキンと共にドゥークーと互角に戦っているが、「紳士らしくない戦い方」をされフォースにより壁に叩き付けられて負傷している。また「エピソード1～3」において戦闘中にライトセーバーを落とすという致命的な失態も演じており、そのせいで幾度と無く危機に陥っている。
戦闘の際は他のジェダイ同様ライトセーバーのみを使用するが、応急的にブラスターを使用したこともある。が、『エピソード3/シスの復讐』や『エピソード4/新たなる希望』ではブラスターを「野蛮な（優雅でない、無粋な）武器」と称していることから戦闘には一種の美学も持ち合わせているようである。『エピソード4』ではライトセーバーを「宇宙で最も洗練された武器」と語っている。『スター・ウォーズ クローン大戦』や『スター・ウォーズ/クローン・ウォーズ』とそのTVシリーズのシーズン3までではクローン・トルーパーの装甲服を使用している。
独自の信念に従って行動し、評議会との対立も顧みなかった師クワイ＝ガン・ジンの背を見て育ってきたせいか奔放な弟子アナキンに対しジェダイの掟に従うよう説教する場面が多く、弟子や他のジェダイと行動を共にする時は自制して模範的なジェダイとしての行動に努めている。だが本人は自覚していないもののオビ＝ワン自身も師の異端的な性格を確実に受け継いでおり、単独任務や緊急事態ではジェダイらしからぬ考えや行動を見せることも多かった。『エピソード2』では自分の任務はパドメの護衛と言いつつ暗殺ドロイドに飛び掛って追跡したり、ジェダイ公文書館の情報よりもデクスター・ジェッスターのような一般庶民からの情報に基づいて行動したりとジェダイとしては一風変わった側面も見せており、任務遂行のためには手段を選ばない柔軟性も持っている。ただし前者は何かと命を狙われて実際に周りのたくさんの人物が死んでいることから憂いを断つためという正義感からくるものであり、後者に関しても実際に相手側が想定したよりも早く真相にたどり着けたので正しい手段であったことが証明されている。若い頃は奇妙な存在として苦手としていたジャー・ジャー・ビンクスとも師の持っていた分け隔てのない包容力を自ずと身につけたためか数年後には親しい間柄になっている。
無念の死を遂げた師クワイ＝ガンの遺志を継ぎ、クワイ＝ガンが見出したアナキンを弟子として指導することになったオビ＝ワンは評議会の計らいで通例より若干早く騎士に昇進している。しかしながら師であるオビ＝ワンよりフォースの素質に恵まれ周囲から「選ばれし者」として注目を浴びていた弟子アナキンの指導は難儀を極めた。亡き師であれば自分よりもよりよい指導を行ったのではないかという苦悶や、師よりも恵まれた能力に慢心を抱くアナキンの傲慢さをたしなめるときなど評議会との板ばさみに追い込まれることも多く、悩み多き指導者となった。元々は生真面目な性格であったが何かと評議会に盾突く師クワイ＝ガンと評議会の間でも苦労してきており、この長年の経験に揉まれたせいかやや皮肉っぽく飄々とした性格になってしまった。特に行き過ぎたアナキンの行動を窘める度に「いつかお前に殺されそうだ」という（観客にとっては自明のその後の運命を先取りしたダブルミーニングでもある）痛烈な皮肉を飛ばしている。だが一方で弟分でもあるアナキンとは冗談交じりの談笑を交わすなど厳しい中にもユーモアを解する面を持つ良き兄、良き父親代わりでもあった。また『エピソード2』ではアナキンに「慎重すぎる」と非難された性格も『エピソード3』では敵の罠に敢えて飛び込むなど多少軟化したようである。
クローン戦争に巻き込まれるまではジェダイの関わる範囲外のことに関しては比較的ドライに受け止めており、徐々にパルパティーンとの関わりが目立つようになるアナキンに対し、オビ＝ワンは一貫して「所詮、政治家は信用できない。」というスタンスを通している。親しい友人であったパドメですら例外ではなく、特別視しようとするアナキンに対し「彼女も政治家だ。」と語っている。
EP2とEP3の間の物語である『クローン・ウォーズ』ではこの頃にナイトへの昇格を果たしたアナキンへの指導は一区切りとなり、師弟よりも共に戦場を駆ける戦友としての関係に近くなる。そしてアナキンもまた師として弟子であるアソーカ・タノの指導に当たることとなり、オビ＝ワン自身も孫弟子に当たるアソーカをアナキン同様に強く気に掛け、成長を見守っていた。しかし彼女がジェダイを抜ける原因となったジェダイ聖堂爆破事件の冤罪騒動において再び弟子たちへの情と評議会の板挟みに合い、既に自身が評議会に名を連ねていたこともあって結局最後まで表立ってアソーカを庇うことも彼女に謝罪することも出来なかった（アソーカが去る際にアナキンと共に彼女を追おうとしたもののアソーカの恩人であり評議員でもあるプロ・クーンに引き留められている）。後にアナキンとの会話の中でオビ＝ワン自身もこの件について「評議会が間違っていた。」と認めて後悔の念を吐露したが、結果としてこの事件がアナキンとの溝をより深め後の悲劇に繋がる大きな要因の一つとなってしまった。
クローン大戦では将軍としてクローン軍を統率し銀河系を転戦した。飛行技術に長けた弟子アナキンとの華麗な連係プレーも功を奏し、数々の戦場で戦功を上げ一躍戦争の英雄となる。直属の部下であるクローン・トルーパー、コマンダー・コーディとは特に深い信頼関係を築いており、単なる上下関係を超えて戦友として互いを認め合う間柄だった。しかしグリーヴァス将軍討伐に赴いたウータパウにてパルパティーンが発したオーダー66に従ったコーディは躊躇なく部下にオビ＝ワンへの砲撃を命じ、戦車砲の直撃は免れたものの砲撃のあおりを受けたオビ＝ワンは崖から水面へと転落した。不幸中の幸いか水に落ちたことで無傷でジェダイ狩りを逃れることに成功し、ウータパウを離れたオビ＝ワンはこちらも難を逃れていたヨーダに合流し、混乱の中で情報収集にあたった。
突然のクローン戦争終戦の後、それに代わってジェダイ狩りが始まった。パルパティーンによる体制転覆と議会召集の混乱に紛れて聖堂に戻ったオビ＝ワンはアナキンがシスに寝返り、暗黒卿ダース・ベイダーになっていたという驚愕の事実にショックを受ける。最愛の弟子であり、家族同然のアナキンを取り戻すため皇帝となったパルパティーンを討ち取ると息巻くオビ＝ワンだったが、ヨーダは「お前の力では敵わん、相手が強すぎる。」と制止されてしまい非情にも堕落したアナキンの抹殺を言い渡されてしまう。皇帝の暗殺をヨーダに任せると、オビ＝ワンはアナキンの動向を探るためアナキンの恋人であると薄々感づいていたパドメに真相を告げ、動転したパドメの宇宙船に忍び込んでアナキンのいるムスタファーに向かった。パドメの乗った宇宙船からオビ＝ワンが姿を現したことに憤慨するアナキンはパドメが自身を殺すためにオビワンを連れて来たと誤解。オビ＝ワンの行動はアナキンがフォースグリップによって最愛の人であるはずのパドメに危害を加えるという最悪の事態を招いてしまった。
壮絶な戦いの末、かつての弟子であり愛する弟でもあるアナキンを始末するというジェダイとして最も非情な任務を果たした。しかし自らの手でとどめを刺すことはできず、両足と左腕を斬り落とされ憎悪に満ちたアナキンが溶岩で焼かれるのを断腸の思いで振り切ったオビ＝ワンはアナキンのライトセーバーを拾うと力なくムスタファーを去った。アナキンへのショックで生きる気力を失ってしまったパドメを惑星ポリス・マサに運び込み、アナキンの遺した双子の出産に立会うと力尽きたパドメの死を看取った。
全てが絶望的な状況の中、オビ＝ワンはヨーダ、ベイル・プレスター・オーガナと今後の方針について協議した後、ヨーダからかつての師クワイ＝ガンがフォースの冥界から戻ったと聞かされる。クワイ＝ガンは「生き返った」わけではなく死後フォースと一体になりながらも意思を保っており、そのクワイ＝ガンの意思と交信できるようになったということである。生まれたばかりのルーク・スカイウォーカーをタトゥイーンのラーズ家に預けると、自身もルークの成長を見守るべくその地で隠遁生活を始めた。
その後ほどなくしてムスタファーで倒したアナキンが生きており、サイボーグの暗黒卿ダース・ベイダーと化していたことを知る。
約20年の隠遁生活の間も修行を積み、フォースと一体となった亡き師と交信する術を体得して自身も死後フォースと一体になる術を身に付けた。この隠遁生活の間、“ベン・ケノービ”と名乗っていた。その後レイア・オーガナからの救援要請を受け取り訪れたルーク・スカイウォーカー一行を引き連れ、モス・アイズリーの宇宙港へ赴く。そこでハン・ソロとチューバッカの二人をルークと巡り合わせた。一路オルデランへ向かうも惑星オルデランはすでにデス・スターの攻撃を受け消滅していた上、彼らの乗るミレニアム・ファルコンも拿捕されてしまう。その後首尾よくデス・スターの内部に侵入し、牽引ビームの電源を切った後かつての弟子ダース・ベイダーと因縁の再戦を果たす。決闘の末、ルーク達を逃がすために自ら防御を解き敵の刃にかかるとフォースと一体化することで肉体を消し去った。霊体化の秘技によってその後も声や霊体を通しルークに助言を与え導いた。来るべき決戦に備えルークに惑星ダゴバに住むヨーダの下で修業をこなすよう命じ、オビ＝ワン自身の魂もヨーダと共にルークの成長を見守り続けた。だが唯一度だけフォースで予見したレイア達の危機を救うべくダゴバでの修行を後にして彼女達の救出に向かうルークに対し「そのつもりなら協力出来ない。」と宣告しており、宣告通りルークがライトセーバーでベイダーと対決する時は終始彼への助言を行わなかった。またルークが皇帝のフォースライトニングを撃たれて窮地に陥った際にも助言をすることは無かった。
やがてルークがベイダーを暗黒面から救い出したのと同時に皇帝を倒して銀河に平和が訪れると、オビ＝ワンは霊体となったヨーダ、アナキンと再会を果たすのだった。

### 師弟関係
『エピソード5/帝国の逆襲』でヨーダを「私の師だ。」と語っているが、ヨーダからオビ＝ワンに至る間にはドゥークー伯爵とクワイ＝ガン・ジンを介しており一対一の師弟関係はない。しかしジェダイ候補生たちは『エピソード2/クローンの攻撃』で描かれたように幼少時にヨーダからフォースの手解きを受ける。さらにオビ＝ワンの場合、師クワイ＝ガンの死後はヨーダに直接助言を受けることも多く隠遁生活に際してヨーダに訓練を与えられていることから弟子と言っても過言では無い。

## 略歴・各作品での活躍

### エピソード1以前
ヤヴィンの戦いの57年前に惑星スチュージョンで生まれたとされている。生後まもなくジェダイの素質を認められ、コルサントにあるジェダイ聖堂で育てられる。
レジェンズ（非正史）ではジェダイはジェダイ候補生としての期間を経て普通13歳までに特定のマスター（師匠）のパダワン（弟子）にされるのだがオビ＝ワンの場合マスターがなかなか見つからなかったため、惑星バンドメアにあるジェダイ・アグリカルチャラル・コープス（農場）に送られた。しかしクワイ＝ガンのかつての弟子でフォースの暗黒面に触れ堕落したダーク・ジェダイ・ザナトスの陰謀を協力して解決したことを機にクワイ＝ガンの弟子となる。
エピソード1の前日譚に当たる「偽りの仮面」ではクワイ＝ガンと共にテロ組織「ネヴュラ・フロント」と通商連合の紛争の謎を追う他、エピソード1の直前を描いた「ダース・モール 闇の狩人」では行方不明となったパダワンのダーシャ・アサント捜索任務に就く。

### エピソード1～3
『スター・ウォーズ エピソード1/ファントム・メナス』ではまだ生意気な若い頃が描かれた。この頃はまだジェダイ・ナイトではなくクワイ＝ガンのパダワン（弟子）であった。クワイ＝ガンと共に通商連合とナブーの紛争を解決すべく派遣され、通商連合の裏で暗躍するシスの暗黒卿ダース・モールと戦う。オビ＝ワンはこの戦いで敬愛する師を失いながらも一瞬の隙をついてダース・モールを倒し、その功績が認められたことで晴れてジェダイ・ナイトへと昇格する。また、クワイ＝ガンの遺言によりアナキンのマスターとなる。
その10年後を描いた『スター・ウォーズ エピソード2/クローンの攻撃』では一人前のジェダイ・ナイトとして弟子のアナキンを指導する立場になる。無鉄砲で反逆児的なアナキンに対してジェダイの秩序に忠実なオビ＝ワンはついつい窘める側に回っている。とはいいつつパダワン時代からの旧友である惑星マンダロアの公爵サティーン・クライズや、レジェンズ（非正史）では同期のジェダイ騎士シーリー・タチといったオビ＝ワンに思いを寄せる女性達もいた。劇中でオビ＝ワンもサティーンへの愛を首肯している。クローン・トルーパーを発見し、クローン戦争最初の戦いジオノーシスの戦いにも参加した。
『スター・ウォーズ クローン大戦』や『スター・ウォーズ/クローン・ウォーズ』とそのTVシリーズではジェダイ・マスターとなりジェダイ評議会の一員となっている。共和国軍の将軍としてクローン戦争で活躍した。また上述の通り基本的には政治家嫌いであるものの、この頃に銀河元老院の議員であるベイル・オーガナと友人となりエピソード3以降まで続く信頼関係を結ぶ。
『スター・ウォーズ エピソード3/シスの復讐』ではオーダー66を生き残った数少ないジェダイの一人となった。コルサントで全ジェダイに身を隠すようメッセージを送信した後、惑星ムスタファーでダース・ベイダーと対峙する。ベイダーとの死闘の末に勝利するも友人であり弟同然の存在であったかつての弟子の転落した姿に嗚咽をもらす。パドメの出産に立ち会い、アナキンの息子ルーク・スカイウォーカーの成長を見守りながら長い隠遁生活に入る。

### 『エピソード3』と『エピソード4』の間
この期間内に名前をベン・ケノービと変え、オビ＝ワンは死んだという情報を流している。ウィルハフ・ターキンやダース・ベイダーも（ベイダーはミレニアム・ファルコンがデススターに漂着するまで）それを信じていた。またすでに死んでいるかつての師クワイ＝ガンの霊と交信する方法をヨーダから教わり、死を克服する修行をクワイ＝ガンのもとで続けた。
正史においては『反乱者たち』の時期にシスを倒す鍵となる人物としてエズラ・ブリッジャーによって探し出される。そしてエズラの後をつけてきたダース・モール改めモールにも発見されるがこれを撃退。エズラには帰るよう諭し、自身は再び隠遁生活に戻る。『ローグ・ワン』には登場しないがモン・モスマとベイル・オーガナの会話の中でその存在が語られている。またその隠匿期間を描いたスピンオフドラマ『オビ＝ワン・ケノービ』が2022年に配信されている。
レジェンズ（非正史）ではパダワン時代のアナキンのライバルであり、ナイトになることなくジェダイ・オーダーを去ったフェラス・オリン（ジェダイ・クエスト及びラスト・オブ・ジェダイシリーズ、フェラスは前述のシーリーの弟子である）が帝国軍から追われていることを知り、フェラスを助け出してルークを守るためタトゥイーンを長期間離れられない自分に代わって抵抗運動を託す。

### エピソード4～6
『スター・ウォーズ エピソード4/新たなる希望』では成長したルークと再会し、自身とルークの父親がジェダイの騎士であることを明かし父親のライトセーバーを渡す。レイア・オーガナの求めに応じてルークやドロイドと共に惑星オルデランへ向かうも帝国軍に拿捕されてしまう。その後かつてのアナキン・スカイウォーカーこと（サイボーグとなって蘇生した）ダース・ベイダーと再会し戦うが、二人の力は拮抗していた。戦いが長引けば新たなる希望であるルークがデス・スターから脱出する機会を失うと判断し、決死の覚悟でわざとベイダーに斬られて敗北する。その際自ら肉体を消滅させ、フォースと一体となる。反乱軍兵士としてデス・スター攻撃作戦に参加するルークに助言する。
『スター・ウォーズ エピソード5/帝国の逆襲』『スター・ウォーズ エピソード6/ジェダイの帰還』ではオビ＝ワンはフォースとひとつになっており、守護霊のような存在でルークを支える。また最後にはジェダイに戻ったアナキンとヨーダの3人でルークを見守る。
後付けのようなものになるが、新三部作でアナキンに頭ごなしな指導をしたなど、弟子に対する指導を間違えたこともアナキンが暗黒面に落ちてしまった遠因の1つとなった反省からか、旧三部作でのルークに対する指導は慎重かつ冷静であり、アナキンが見せたような性急な一面を見せても「誰だって若い時はそんなものだ。」と面子をたてるなど柔軟に接していた。

### エピソード6以後
シークエル・トリロジー（エピソード7 - 9）では直接登場しないが、エピソード7『スター・ウォーズ/フォースの覚醒』ではレイがルークのライトセーバーに触れフラッシュバックを体感する際にオビ＝ワン・ケノービの声が挿入されている。その中の「Rey.... These are your first steps.（レイ…これが君にとっての最初の1歩だ。）」というセリフの「Rey」の部分はアレック・ギネス、それ以外の部分はユアン・マクレガーによる声である。後にエピソード9『スター・ウォーズ/スカイウォーカーの夜明け』でもレイの意識に語りかける数々のジェダイのうちの一人として同様にアレックとユアンによる声が挿入されている。
これらの日本語吹替ではアレック・ギネスのオビ＝ワンを担当した納谷悟朗が故人のため、いずれもユアン・マクレガーのオビ＝ワンを担当した森川智之によって収録されている。
レジェンズ（非正史）のスピンオフ作品ではエンドアの戦い後もルークに対して助言を与え続けるが、一人前となったのを見届けるとスローン3部作の冒頭で別れを告げて以後はルークが呼びかけても現れなくなる。しかしニュージェダイオーダーシリーズの完結編で約20年ぶりにルークと接触している。

## 配役
- アレック・ギネス

『エピソード4～6』、『エピソード7』（ライブラリ音声）、『エピソード9』（ライブラリ音声）
- ユアン・マクレガー

『エピソード1～3』、『エピソード7』（声の出演）、『エピソード9』（声の出演）、『オビ＝ワン・ケノービ』
- ジェームズ・アーノルド・テイラー

『クローン大戦』、『エピソード3』（ゲーム版）、『バトルフロントII』、『クローン・ウォーズ』シリーズ、『反乱者たち』
- セス・グリーン

『ロボット・チキン』
- マイケル・ドノヴァン

『ヨーダ・クロニクル』、『ドロイド・テイルズ』、『フリーメーカーの冒険』
- サムエル・ビンセント

『ドロイド・テイルズ』

### 日本語吹き替え
- 河原崎國太郎

『エピソード4～5』（劇場公開版）
- 久米明

『エピソード4』（日本テレビ1983年版）
- 滝田裕介

『エピソード4』（日本テレビ1985年版）、『エピソード5～6』（日本テレビ版）、『エピソード4 特別篇』（日本テレビ版）
- 宮川洋一

『エピソード5』（テレビ朝日版）
- 納谷悟朗

『エピソード4～6』（ソフト版）
- 森川智之

『エピソード1～3』、『ギャラクティック・バトルグラウンド』、『クローン大戦』、『エピソード3』（ゲーム版）、『クローン・ウォーズ』シリーズ、『ダース・ベイダー降臨』、『パダワン・メナス』、『反乱者たち』、『エピソード7』、『フリーメーカーの冒険』、『エピソード9』、『ホリデー・スペシャル』、『恐怖のハロウィーン』、『オビ＝ワン・ケノービ』、『レゴ スカイウォーカー・サーガ』、『サマー・バケーション』
- 大木民夫

『ローグ スコードロン II』
- 塚田正昭

『エピソード3』（ゲーム版）
- 石井康嗣

『ロボット・チキン』
- 加瀬康之

『Kinect』
- 小松史法

『ヨーダ・クロニクル』、『ドロイド・テイルズ』

## エピソード
EP1～3のオビ＝ワンを演じたユアン・マクレガーは、EP4～6の老いたオビ＝ワンをアレック・ギネスが演じていたことから徹底的に｢アレック・ギネスが若かったらこう演じていたかも｣と研究していた。

## その他
- 『インディ・ジョーンズ/魔宮の伝説』の冒頭に登場するクラブの名前は、オビ＝ワン・ケノービから取った「オビ＝ワン」である。